# Orland Steen Loomis
Orland Steen Loomis (Mauston, 2 novembre 1893 – 7 dicembre 1942) è stato un avvocato e politico statunitense. Membro del partito progressista, fu eletto governatore del Wisconsin nel 1942 sconfiggendo Julius P. Heil ma morì di infarto un mese prima di entrare in carica. Al suo posto servì come governatore il suo vice, Walter Samuel Goodland, dal 1943 al 1947.